# Любимова, Ольга Борисовна
О́льга Бори́совна Люби́мова (род. 31 декабря 1980, Москва, СССР) — российский государственный деятель, журналист и театровед. Министр культуры Российской Федерации с 21 января 2020 года (и. о. 7—14 мая 2024).

## Биография
Окончила московскую общеобразовательную школу № 1234 с углублённым изучением английского языка; с 5-го по 7-й класс училась в историко-филологической православной гимназии имени Преподобного Нестора Летописца.
Окончила факультет журналистики МГУ и в 2007 году — театроведческий факультет ГИТИСа (РАТИ) по специальности «театровед».
В период обучения на факультете журналистики МГУ проходила практику на телеканалах РЕН ТВ, ТВ Центр, радиостанциях «Наше радио», «Радио Рокс».
В 2000 году — корреспондент радиостанции «Европа Плюс».
С 2001 года работала на телевидении. Изначально — корреспондент программы «Ортодокс» производства Информационного агентства Русской православной церкви, выходившей на канале ТВЦ.
С 2001 по 2009 год (с перерывом) работала на «Третьем канале». Сначала (до 2003 года) являлась корреспондентом программ «Итоги недели с Глебом Пьяных», «Главная тема», «Цена вопроса», «Дольче Вита», «Выводы с Петром Толстым». Затем являлась шеф-редактором программы «Регион» (2003—2004) и шеф-редактором и продюсером программы «Русский взгляд» (2003—2005, 2006—2009).
С июля 2005 по июль 2009 года вела ток-шоу «Горожанка», программы «Москва-2009», «Город и люди» на телеканале «Столица».
С декабря 2010 по 2011 год — руководитель итоговой информационно-аналитической программы «Контекст» на телеканале «Культура».
В 2011—2012 годах — старший продюсер документального кино программного департамента ООО «Телеканал ТВ-3».
Параллельно продолжала работать в Информационном агентстве Русской православной церкви, где была в разное время шеф-редактором передач «Православный календарь» (РТР), «Русский взгляд» (совместно с «Третьим каналом»), участвовала в создании программ для телеканала «Спас» («И Татьянин день», «Фома», «Семинаристы»), в организации прямых трансляций богослужений из Храма Христа Спасителя и схождения Благодатного огня из Иерусалима.
Принимала участие в создании более 80 документальных фильмов, в том числе снятых для телеканалов «Россия-1», «Культура», «Первый канал». Автор сценария документальных фильмов «Путь Патриарха» (2009), «Чужая земля» (2013), «Война и мифы» (2014), «Никита Михалков» (2015, соавтор сценария) и других.
Публиковалась в журналах «Русский взгляд» (где также являлась заведующей отделом культуры), «Политический журнал», «Афиша» (её единственным материалом было интервью с Фёдором Хитруком в апреле 2005 года), «Esquire».
В ноябре 2015 года стала советником руководителя департамента кинематографии Министерства культуры (по отделу государственной поддержки неигровых и анимационных фильмов). Находясь на этой должности, участвовала в реализации проекта «100 фильмов для школьников». Ранее такой должности не существовало.
С октября 2016 по январь 2018 года — заместитель директора дирекции социальных и публицистических программ АО «Первый канал», руководила процессом производства ток-шоу «Время покажет» и «Мужское/Женское» .
С 17 января 2018 по 21 января 2020 года — руководитель департамента кинематографии Министерства культуры Российской Федерации.

### Министр культуры
С 21 января 2020 года — министр культуры Российской Федерации.
В 2022 году во внимание к помощи Русской православной церкви награждена орденом Святого благоверного великого князя Александра Невского II степени.
В ходе российского вторжения на Украину 2022 года поддержала удаление Российским академическим молодёжным театром и Александрийским театром из Санкт-Петербурга имени писателя Бориса Акунина с афиш спектаклей, поставленных по его пьесам. Сам писатель связывал случившееся с давлением на руководство театров со стороны власти, чиновница заявляла о требованиях россиян. В дальнейшем утверждала, что удаление имен с афиш может стать неким компромиссом для продолжения работы театров, и что многие уехавшие из России после начала вторжения деятели культуры сами требовали убрать их имена с афиш российских театров.
В конце ноября ведомство представило список приоритетных тем государственной поддержки кино в России в 2023 году Среди этих тем: Миротворческая миссия России, Мотивация молодежи к освоению рабочих и инженерных специальностей., Малороссия как историческая область России, Популяризация героизма и самоотверженности российских воинов в ходе специальной военной операции, Нео-колониальная политика стран англо-саксонского мира, Деградация Европы, Формирование многополярного мира, Дезориентация в общественном пространстве, перенасыщение информации, формирование собственного мышления.
14 мая 2024 года указом Президента России Владимира Путина вновь назначена Министром культуры Российской Федерации.

## Санкции
16 декабря 2022 года, на фоне вторжения России на Украину, внесена в санкционный список стран Евросоюза за осуществляемые под её руководством проекты, направлены на интеграцию незаконно аннексированных регионов Украины. Кроме того, по данным Евросоюза, косвенно причастна к разрушению украинского культурного наследия, артефактов из-за отсутствия усилий по защите культурного наследия на оккупированных территориях. Ранее была внесена в санкционные списки Украины.
24 февраля 2023 года внесена в санкционный список США из-за «вредоносной зарубежной деятельности правительства Российской Федерации». 17 июля 2023 года попала в санкционный список Великобритании в ответ на насильственную депортацию Россией украинских детей «за использование своего служебного положения для поддержки пагубной антиукраинской политики России». 20 июля 2023 года внесена в санкционный список Канады против «лиц использующих своё искусство для пропаганды вторжения России в Украину, лиц работающих в сфере культуры и образования России».
По аналогичным основаниям внесена в санкционные списки Швейцарии, Австралии, Новой Зеландии.

## Мнения
Противоречивые отклики в прессе и на телеканалах РБК-ТВ и 360° вызвал опубликованный в 2008 году блог 27-летней Любимовой «Кропалик», где она сообщает, что в личном плане не переносит оперы, классической музыки, балета, музеев, выставок, вечеров памяти, шествий, митингов, юбилейных мероприятий, не желает смотреть на Джоконду и вообще не терпит экскурсий, признаётся, что не разбирается в артхаусном кино и плохо знает мировой кинематограф. По мнению режиссёра Сарика Андреасяна, ничего постыдного в этих откровенных признаниях нет, а с новым министром связаны позитивные ожидания, поскольку Любимова в предшествующие назначению в правительство годы хорошо зарекомендовала себя на посту начальника департамента кинематографии Минкульта РФ.

## Семья
Дед — Николай Михайлович Любимов (1912—1992), советский переводчик, автор мемуаров.
Отец — Борис Николаевич Любимов (р. 1947), советский и российский театровед и педагог, театральный критик, кандидат искусствоведения, заслуженный деятель искусств РСФСР, профессор, ректор Высшего театрального училища имени М. С. Щепкина, заместитель художественного руководителя Государственного академического Малого театра России, заведующий кафедрой истории театра России ГИТИС.
Мать — Мария Вадимовна Шверубович (1949—2018), актриса театра «Современник», внучка актёра Василия Качалова.
Супруг — Евгений Баранов, журналист и комментатор «Первого канала» (с 2006 года). 17 марта 2013 года вышел репортаж Баранова о Великом посте, включавший комментарий его супруги.
- Сын — Никита
- Дочь — Варвара[7]

Единокровный дядя — Алексей Вадимович Бартошевич (род. 1939), шекспировед, театровед.
Среди предков Любимовой по отцовской линии — вологодский губернатор Михаил Кормилицын (прапрадед) и рязанский губернатор Николай Болдарев (прапрапрадед), а также первый граф Гендриков, женатый на сестре императрицы Екатерины I. По материнской линии внучка театрального деятеля Вадима Шверубовича и правнучка актрисы Нины Литовцевой.

## Фильмография
Автор сценария:
- «Путь Патриарха» (2009)
- «Великая Пасха» (2011)
- «Столыпин. Выстрел в Россию. XX век» (2012)
- «Изборск. Путешествие во времени» (2012)
- «Чужая земля» (2013)
- «Ангелы с моря» (2013)[37]
- «Своя земля» (2014)[38]
- «Преподобный Сергий Радонежский» (2014)
- «Война и мифы» (2014)
- «Флаг. Символ преемственности» (2014)[39]
- «Никита Михалков» (2015) — соавтор

## В культуре
Министру культуры Любимовой Ольге Борисовне посвящена песня группы Голос Омерики — Министр культуры[значимость факта?].

## Награды
- Орден Святого благоверного великого князя Александра Невского II степени (2022, РПЦ)
- Орден Дружбы (1 марта 2024, Южная Осетия) — за вклад в развитие сотрудничества между Республикой Южная Осетия и Российской Федерацией в сфере культуры[40]
- Орден Преподобной Евфросинии, великой княгини Московской II степени (26 октября 2024, РПЦ) — во внимание к помощи и трудам по реставрации Новодевичьего ставропигиального женского монастыря[41]
- Почётная грамота Правительства Российской Федерации (19 ноября 2024) — за большой вклад в подготовку и проведение X Санкт-Петербургского международного форума объединённых культур[42]